# Pressana
Pressana is een gemeente in de Italiaanse provincie Verona (regio Veneto) en telt 2465 inwoners (31-12-2004). De oppervlakte bedraagt 17,7 km², de bevolkingsdichtheid is 139 inwoners per km².
De volgende frazioni maken deel uit van de gemeente: Albero Piocioso, Bertolde, Caselle, Castelletto, Colombara, Crosare, Oca, Piovega, San Francesco, San Sebastiano, Vignaletto.

## Demografie
Pressana telt ongeveer 851 huishoudens. Het aantal inwoners steeg in de periode 1991-2001 met 1,7% volgens cijfers uit de tienjaarlijkse volkstellingen van ISTAT.
| Jaar | Inwoneraantal |
| ---- | ------------- |
| 1991 | 2405          |
| 2001 | 2445          |

## Geografie
De gemeente ligt op ongeveer 19 m boven zeeniveau.
Pressana grenst aan de volgende gemeenten: Cologna Veneta, Minerbe, Montagnana (PD), Roveredo di Guà, Veronella.